# Уоллидан
«Уоллидан» — гамбийский футбольный клуб из города Банжул. В настоящий момент выступает в Чемпионате Гамбии. Домашние матчи проводит на стадионе Индепенденс, вмещающем 20 000 зрителей. «Уоллидан» 15 раз побеждал в чемпионате Гамбии и 16 раз в Кубке Гамбии, и является самым титулованным клубом страны. Клуб 18 раз принимал участие в различных афрокубках, но в большинстве случаев не проходил далее первого раунда, лучший результат выход в 1/4 финала Кубка обладателей кубков КАФ в 1988 году.

## Достижения
- Чемпионат Гамбии по футболу: 
  - Чемпион (15): 1970, 1971, 1974, 1976, 1977, 1979, 1985, 1988, 1992, 1995, 2001, 2002, 2004, 2005, 2008.
- Кубок Гамбии:
  - Победитель (16): 1976, 1978, 1981, 1984, 1986, 1987, 1991, 1993, 1996, 1998, 1999, 2001, 2002, 2003, 2004, 2008.

## Участие в афрокубках
- Лига чемпионов КАФ: 6 раз

1998 - Предварительный раунд
2002 - Первый раунд
2003 - Первый раунд
2005 - Снялся с предварительного раунда
2006 - Снялся с предварительного раунда
2009 - Предварительный раунд
- Африканский Кубок чемпионов: 3 раза

1978 - Первый раунд
1980 - Первый раунд
1986 - Первый раунд
- Кубок Конфедерации КАФ: 1 раз

2004 - Первый раунд
- Кубок обладателей кубков КАФ: 8 раз

1975 - Первый раунд
1977 - Первый раунд
1979 - Второй раунд
1982 - Первый раунд
1985 - Первый раунд
1988 - 1/4 финала
1995 - Снялся со второго раунда
2000 - Предварительный раунд

## Известные игроки
- Омар Колли
- Момоду Сисэй
- Янкуба Сисэй
- Эбрима Сона
- Усман Ялоу